# 吉本印天然素材
吉本印天然素材（よしもとじるしてんねんそざい）は、1991年9月に吉本興業所属の若手芸人たちで結成された、ダンスとお笑いをミックスしたユニット。略称「天然素材」「天素」（てんそ）。1999年に解散した。また、1991年10月から1994年3月まで日本テレビで放送されていた同名のバラエティ番組。

## メンバー
- 雨上がり決死隊（宮迫博之[1]・蛍原徹） - リーダー兼MC。1996年まで参加　※現在は解散
- ナインティナイン（岡村隆史・矢部浩之） - 1994年まで参加
- FUJIWARA（藤本敏史・原西孝幸）
- バッファロー吾郎（木村明浩・竹若元博）
- チュパチャップス（星田英利・宮川大輔）※現在は解散
- へびいちご（島川学・高橋智）

### 初期に脱退
- ぜんじろう
- TEAM-0（山崎邦正・軌保博光）※現在は解散
- 石野桜子

## 概要
- 何をやっても客が笑わない心斎橋筋2丁目劇場にてぜんじろうが「こんなにおもろいのに笑わない、客は死ね!」と楽屋で毒づく芸人ユニットとして「しねしね団」を結成。『怒涛のくるくるシアター』でテレビデビューし、番組内で集団コントを披露した。だが、ひたすらおもしろい事を追求したいメンバーと、アイドル芸人として売り出したい吉本興業との間に軋轢もあり、ぜんじろうは脱退させられ、ダンスもできるアイドル芸人ユニット「吉本印天然素材」として売り出される。
  - 初期段階でTEAM-0と石野が脱退し、6組12人のグループとして活動。現在「元天然素材メンバー」として扱われるのがこの12人である。
- しねしね団の傘下には「アパッチ予備軍」という集団も存在した[2]。
- グループは1992年に再開場したうめだ花月を拠点とし、当時心斎橋筋2丁目劇場を拠点としたベイブルースや千原兄弟らと競い合った。グループの東京進出後に日本テレビと中京テレビでは、火曜深夜に『吉本印天然素材』という同名の冠番組が放送されていた。これは1993年3月に一旦終了したが、それから半年後に日曜夕方枠で復活し、ナインティナインの冠番組『ぐるぐるナインティナイン』の前身となった。
- イベントや1992年頃からの後楽園ホールでの公開収録での観客を満員にするなど、若い女性を中心にアイドル的人気があった。岡村曰く、「ロンブー」「キンコン」「オリラジ」「はんにゃ」以上に女性に人気があった、と後に語っている。同時期に当時世界的にヒットしたテクノユニット・2 アンリミテッドの曲「No Limit」がテーマ曲のように使われていた。ラップの曲調のダンスの中に『ランニングマン』を入り混ぜたのは日本のユニットでは初。「三代目 J SOUL BROTHERS from EXILE TRIBE」より四半世紀前に取り組まれていた。
- ダンスの振り付けを主に担当していたのは、後にモーニング娘。ほかハロー!プロジェクトの楽曲の振り付けを担当して有名になった夏まゆみである。当時のメンバーはアイドルのようにダンスをすることに反発していたといい、中でも最も抵抗していたのがナインティナインだった。ある時夏は、真面目に取り組まないメンバーに対し「私のために踊って」と怒りを表すが、矢部は「お前のために踊ってんちゃうぞ！」と言い返して泣かせてしまったこともあったという[3]。
  - 『ナインティナインのオールナイトニッポン』2023年7月6日深夜放送は、夏の逝去が報じられて直後であり、この話題となった。この当時、まわりの芸人からは「お笑いが踊って何してんねん」とさんざん言われたという。しかし岡村曰く「結果ダンスがなかったら天然素材って何者でもなかった」「私たちも今ここで喋ってなかっただろうなって思う」とのこと。矢部は「あの『27時間テレビ』[4]デカいな〜。寝ずにダンスを一生懸命練習して、夏先生も目の前で見てくれて、最後には嬉し涙を流しながらハグしてくれた」と語り、「この話聞いて笑ってはったらいいけどね」としのんだ[5]。
  - その27時間テレビより前の2001年10月13日、「修学旅行で超×4＋1 いい感じスペシャル!!」では蛍原に連れられた岡村が夏に謝罪。夏自身、当時の「天素」メンバー内でずば抜けてダンスのレベルが高かった岡村を評価していたが、上述していたような反発でつらい思いをしたとのことである。その後、「恋愛レボリューション21」を練習開始。石川県のこまつドームで行われていたモーニング娘。のライヴにモーニングおっさん。としてステージに立ち、「ダンスで私を泣かせてほしい」という夏を感涙させた。
- 当時は、雨上がり決死隊やFUJIWARAの人気が高かった。しかし、ナインティナインが「ねるとん紅鯨団」や「ビートたけしのお笑いウルトラクイズ」に出演するなど単独で仕事する機会が増えるにつれて、活動は縮小。1994年にナインティナインが、1996年には雨上がり決死隊がそれぞれ脱退。雨上がり決死隊の脱退後は、ユニット名を「天然劇場」に改名するも、人気が下降したため、1999年に解散。なお、過去の活動や解散などについて紹介されるときは、「天然劇場」ではなく「天然素材」の名称が使われている。
- 1999年の解散から年月を経ているが、コンビ解散はあるものの、引退したメンバーは軌保（元TEAM-0）のみであり、それ以外で吉本から契約解除されたのは宮迫のみである。
- メンバーの中で一番真面目なのは蛍原で、メンバーの中で一番ダンスが下手なのは蛍原である[独自研究?]。
- 動きでキレがあり、おもしろいアクション芸人で、宮迫と原西と岡村は動きの新御三家と呼ばれていた。

## その後
雨上がり決死隊
脱退後も東京で活動するが、『ミックスパイください』など東海地区のテレビ番組へ出演が増え、宮迫曰く「どん底の生活」を過ごす。
2000年頃から『エブナイ』、『ワンナイR&R』など全国ネットの番組に出演するようになり、その後冠番組『アメトーーク!』 、『世界の何だコレ!?ミステリー』などのレギュラー番組を持ち、2019年までは『R-1ぐらんぷり』のMCを務めた（2020年は蛍原単独でMC）。
蛍原もローカルで長年単独のレギュラー番組をいくつか持ち、宮迫は俳優業を行っていた。宮迫は天然素材以外にも、山口智充とのユニット「くず」や、三又又三と元ジャリズムの2人と4人で組んだユニット「荒川乃土手」でも活動した。『炎の体育会TV』では、蛍原と宮川は共演していた。『妖怪大戦争』では、岡村と共演。映画『クレヨンしんちゃん』では、2002年と2017年にコンビでゲスト声優を務めた。「紫SHIKIBU」としても活動していた。2人とも既婚者。
だが、宮迫は闇営業問題により吉本興業との契約を2019年7月19日に解消され、その後は蛍原が「雨上がり決死隊 蛍原徹」として活動。宮迫は公式YouTube「宮迫ですッ」を11月27日に登録、2020年1月29日にYouTube「宮迫ですッ」でYouTuberとして活動を開始。「宮迫がYouTubeを始めた頃から価値観、方向性のズレが大きくなってきた」という蛍原から2021年4月に解散を申し入れ、宮迫が「何とかならないかと言ったけど、これ以上しんどい思いをさせるわけにいかない」と了承したことを明かし、2021年8月17日に解散した。コンビ時代から出演しているアメトーーク、体育会TV、何だコレ!?ミステリーのMCを務め、宮迫降板後の『松本家の休日』にも2代目お父ちゃん役で出演していた。
ナインティナイン
脱退後もコンビとして、映画『岸和田少年愚連隊』や、岡村が単独で出演した『無問題』『無問題2』『少林少女』『てぃだかんかん〜海とサンゴと小さな奇跡〜』、矢部が単独で出演した『メッセンジャー (1999年の映画)』など、俳優業を務めたり、バラエティ番組では『ねるとん紅鯨団』『ジャングルTV 〜タモリの法則〜』への出演を皮切りに、急速に全国ネットの番組に多数出演し、『ぐるぐるナインティナイン』『めちゃ×2イケてるッ!』など、20年以上続くゴールデンタイムの長寿レギュラー番組を持つ売れっ子となる。現在も『ナイナイのお見合い大作戦!』『新春!爆笑ヒットパレード』『THE MANZAI』『ENGEIグランドスラム』のMCを務めるなど活躍している。ラジオ番組『ナインティナインのオールナイトニッポン』は約20年半（『オールナイトニッポン』全体で史上最長の放送期間）放送され、岡村は後番組『ナインティナイン岡村隆史のオールナイトニッポン』も続投、2020年5月14日からは矢部が『岡村隆史のANN』に合流する形で、6年ぶりに『ナインティナインのオールナイトニッポン』を再開した。コンビだけでなく単独としても多くのレギュラーに出演。矢部単独では『アウト×デラックス』に出演中。18年半続いた『やべっちFC』のMCも務め、その後は『やべっちスタジアム』のMCも務めている。岡村単独では、『なるみ・岡村の過ぎるTV』『東野・岡村の旅猿』『おかべろ』に出演中。『笑っていいとも!』の短期レギュラーも務めた。なお、矢部は2013年に元TBSアナウンサーの青木裕子と結婚し、青木との間に、2人の息子が誕生している。岡村は2020年に一般女性と結婚し、1人の子供が誕生している。
FUJIWARAの2人は、「天素で売れて浮かれていた自分たちと比べて、ナインティナインの2人はすごく冷静に自分たちを客観視できていた」などと述べている。
FUJIWARA
解散直後は主に関西で活動。1997年から出演した『吉本超合金』が人気となり、1999年にはbaseよしもとの主力メンバーに。これらが追い風となって関西を中心に再び人気を集め、2003年頃から再び東京へ進出した。テレビ東京にてコンビとして初の冠番組『FUJIWARAのありがたいと思えッ!』という番組を持ったこともある。『名医のTHE太鼓判!』にはレギュラーとして出演していた。
原西は「一発ギャグマシーン」、『ニンゲン観察バラエティ モニタリング』では「原西ゴリラ」が人気となる。原西も既婚者。
藤本は「ガヤ芸人」として、アンタッチャブル山崎とパクリ芸などで呼ばれ、『ロンドンハーツ』や『アメトーーク!』など、他の番組に呼ばれるようになる。2010年に木下優樹菜と結婚し、イクメン芸人としてもバラエティ番組に多数出演していたが、2019年12月31日に離婚。2016年にAbemaTVで、藤本単独での冠番組『フジモンが芸能界から干される前にやりたい10のこと』を持ち、翌年には『キニナル金曜日』で通販番組のMCを務めた。
バッファロー吾郎
解散後は主に関西で活動。後にbaseよしもとの主力メンバーとして活躍し、数々のイベントをプロデュースする。
「バッファローファミリー」と呼ばれる、劇場やテレビで活躍する機会に恵まれない個性的な若手芸人たちを発掘・サポートし、人気芸人に育てる。
大喜利の大会『ダイナマイト関西』の主催者・プロデューサーでもある。
第1回の『キングオブコント2008』に優勝し、全国ネットの番組に出演する機会も増えている。木村は後にバッファロー吾郎Aと改名している。単独で『マッサン』、『花子とアン』といった朝ドラにも出演。竹若も連続ドラマに脇役で出演するなど、俳優業にも力を入れており、東京に再進出する。2人とも既婚者だが、バッファロー吾郎Aは2009年に離婚。
解散はしていないが、2009年頃からバッファロー吾郎Aが共演した番組内でのすれ違いがきっかけで、FUJIWARAの藤本と共演NGになる程の不仲となり、それに巻き込まれる形でコンビ仲も悪くなった結果、2022年に至るまでコンビ活動がほとんどないという状況に陥っている。また、この影響で天然素材を特集する番組で再集結する際もバッファロー吾郎Aが不在となっている。
チュパチャップス
天然素材の解散により仕事が激減すると、もともとコンビ仲が悪かったことから、天然素材の解散と同じ年にコンビを解消している。
星田はピン芸人「ほっしゃん。」として活動を続け、第3回『R-1ぐらんぷり2005』にて優勝を果たす。2016年に芸の衰えを理由にInstagramで引退を宣言したが、宮川の説得などもあって撤回し、その後も芸能活動を続けている。なお、芸名を2014年に本名の「星田英利」名義に戻し、元妻と再婚。2018年に芸人部から俳優部へ移籍した。
宮川は主に舞台役者の仕事をしていたが、2001年の新喜劇出演から芸人復帰。タレント、俳優としても活躍している。2007年からは『世界の果てまでイッテQ!』にレギュラー出演。世界各地の祭りに参加する企画：お祭り男（一時期企画が休止）を担当して人気者になる。『満天☆青空レストラン』では単独MCを務める。
解散後にそれぞれが全国区のタレントとなったため、2人が共演する機会も多く『人志松本のすべらない話』では10年以上共演している。『アメトーーク!』にも元コンビ芸人として共演。2人とも既婚者。
へびいちご
解散後は主に関西で活動。ルミネtheよしもとやうめだ花月のステージ出演を中心に、関西でのローカルな活動に専念しているが、テレビやラジオへの出演は少ない。
高橋は岡村との親交が深く、全国放送である『ナインティナインのオールナイトニッポン』において、岡村が「一緒に沖縄に行った」などと話題に挙げることがある。2015年、ナインティナイン岡村隆史のオールナイトニッポンでは、電話で出演していた。
全国ネットでの天然素材メンバーが集まる番組には出演していない。『めちゃ²イケてるッ!』のコーナーの「恋のかま騒ぎ」や「オカッチ&ミヤッチ」に唯一出演していない天然素材メンバーである。
ただし、吉本興業の100周年記念イベントの舞台では何度か重要な役を演じており、その結果、関西や東京を含む全国番組に出演する機会が増えていった。高橋は『ナインティナインのオールナイトニッポン』の収録に参加したり、上記の舞台の宣伝に訪れたりしていた。
『FNS27時間テレビ めちゃ²ピンチってるッ! 1億2500万人の本気になれなきゃテレビじゃないじゃ〜ん!!』のコーナー「テレビのピンチをチャンスに変えるライブ」にて、約16年ぶりに天然素材の一員として復活した。
高橋はネット番組『めちゃ×2ユルんでるッ!』にて、進行役で出演した。

## その他
- 吉本の元マネージャーだった大谷由里子が、吉本印天然素材メンバーや「吉本印天然素材プロジェクト」の立ち上げに関わった。
- 同じく吉本興業所属の千原兄弟も天素のオーディションを受けていたが、落選した[11]。落選理由は「お前ら、気持ち悪いねん」とのことで、それを聞いたせいじが「バッファロー吾郎入ってるやんけ？」と激怒した。
- 後に吉本興業は、天然素材の弟分の「フルーツ大統領」や番組の企画内で決まった「news」や「WEST SIDE」コントユニットの「ラ・ゴリスターズ」、ステージユニットの「L.A.F.U.」といった複数の若手芸人によるアイドル的ユニットを送り出した。また、天然素材の人気に便乗しようとした松竹芸能は、ますだおかだ、TKO、よゐこ、のイズの4組8名で「松竹印人工素材（略称は『じんそ』）」というユニットを結成させたが、ほとんど知られることもないまま消滅した[12]。同時期には、他に東京のお笑い系事務所4社（M2カンパニー、プライム、太田プロダクション、ワタナベエンターテインメント）が天然素材への対抗策として、「GAHAHA王国」を通じてネプチューン、海砂利水魚（現・くりぃむしちゅー）、底ぬけAIR-LINE、X-GUN、ノンキーズ、ピーピングトム、U-turnの7組16名によるお笑いユニット「東京ギャグファクトリー（略称は『T.G.F』）」を結成している。
- 過去の吉本興業における芸人ユニットには、毎日放送『ヤングおー!おー!』の中で結成された「ザ・パンダ」（桂文珍、月亭八方、桂きん枝（現：四代 桂小文枝）、四代 林家小染）や「サニー&オオサカ・スペシャル（S.O.S）」（明石家さんま、文珍、八方、きん枝、小染）、「チンチラチン」（ザ・ぼんち、西川のりお・上方よしお、島田紳助・松本竜介）の他に、「紫SHIKIBU」（雨上がり決死隊、ジャリズム、ゴリ、田中直樹）などがある。

## 出演

### テレビ番組
- 吉本印天然素材（日本テレビ）
  - 水曜 1:10 - 1:40（火曜深夜）（1991年10月1日 - 1993年3月2日）
  - 水曜 1:15 - 1:45（火曜深夜）（1993年3月9日 - 1993年3月30日）
  - 日曜 16:55 - 17:15 （1993年10月3日 - 1994年3月27日）
- ピッカピカ天然素材! （TBS、1994年10月 - 1995年3月）
- 超天然銀座（テレビ朝日、1994年4月 - 1995年3月）
- 天然超アスリート→銀座深夜劇場 夜中の天丼（テレビ朝日、1995年4月 - 1996年3月）
- 急性吉本炎（TBSテレビ、1995年4月6日 - 1995年9月26日）
- 慢性吉本炎（TBSテレビ、1995年10月5日 - 1997年3月27日）
- BANG! BANG! BANG!（フジテレビ、1996年1月 - 9月）ナイナイ、雨上がり脱退後に「天然劇場」名義で出演。
- 所のジオ玉（日本テレビ、1996年     - 1997年）ナイナイ、雨上がり脱退後に出演。
- ワイドABCDE〜す（朝日放送） - 初期のみに出演。

### ラジオ番組
- 吉本印天然素材のオールナイトニッポン（ニッポン放送） - 1994年3月24日（木曜） 25:00 - 27:00に放送された単発番組。同番組の放送中、あるメンバーが同年4月4日からラジオのレギュラーを担当することを告知し、後に現在まで続く長寿番組『ナインティナインのオールナイトニッポン』がスタートした。

### 映画
- ごんたくれ - 原作では千原兄弟をモデルにした「千河兄弟」というコンビが登場したが、千原兄弟は天然素材に参加していないため、映画版では「藤原兄弟」に変更され、キャストもFUJIWARAに変更された。現在でも藤本が「なんで同期のジュニアを演じんねん」とトークのネタにしている（正式には千原ジュニアをモデルにした役）。

### CM
- マルちゃん ヌー大陸（東洋水産） - ナイナイの岡村がメイン。
- マルちゃん ラーメン横丁（東洋水産） - ナイナイの岡村がメイン。
- レーザーディスクプレーヤー（パイオニア） - メインはあくまでもナインティナインの2人であり、その他のメンバーはオマケ扱いされていた。15秒、30秒バージョンともに共通で、ナイナイ以外のメンバーは1シーン、約2秒ほどしか出番が無い。
- はいお茶 涼水仕立て（ポッカ） - ナインティナインメインのバージョンとその他のメンバーのバージョンがある。

### ビデオ
- てんそ6月号
- てんそ特別号
- てんそ満員御礼
- てんそ8月号
- てんそ○秘大作戦
- てんそ大入満員 吉本印天然劇場94冬の巻 BANDAI HOME VIDEO BES-1076
- てんそ笑大作戦
- てんそコンビネタ
- てんそ一発逆転
- てんそ爆弾
- てんそ千客万来　吉本印天然劇場冬の巻95　BANDAI HOME VIDEO BES-1192
- 吉本印天然素材スペシャルライブ in KORAKUEN
- 吉本印天然素材 V1 - V5
- てんそパォーン!水金地火木天然素材　BANDAI HOME VIDEO BES-1353

### CD
- 吉本印天然素材のCD巻〜頂点対決『歯をくいしばれ!!』〜

### 写真集
- Forever Friend ship - ナインティナイン脱退後に出版。
- 吉本印天然素材 特別天然危険物
- 吉本印天然素材写真集 てんそもり！吉本印天然劇場冬の巻'94全記録

### DVD
- 吉本印天然素材 DVD第一巻（吉本印天然素材スペシャルライブ in KORAKUEN、吉本印天然素材V1、V2を収録）
- 吉本印天然素材 DVD第二巻（吉本印天然素材V3、V4、V5を収録）

（2巻とも2014年3月29日に発売された）

### 解散後
- ダウンタウンのガキの使いやあらへんで!! （日本テレビ）- 2006年から2010年までに1回ほどのペースで「元天然素材チームと対決しまっしょい」を放送。2018年にも出演した。出演は雨上がり決死隊・FUJIWARA・星田（初期天素メンバーの山崎邦正は番組レギュラー）。
- めちゃ²イケてるッ! - 2006年、「恋のかま騒ぎ」天然素材同窓会を放送。へびいちご以外のメンバーが出演。12年ぶりに集合し、当時の暴露話とダンスを披露した。
- 祇園笑者 （2013年）- バッファロー吾郎竹若×FUJIWARA原西の同期対談で出演。
- FNS27時間テレビ (2015年) - 蛍原、宮川大輔、バッファロー吾郎A（木村）[13] 以外のメンバー9人が集結しダンスを披露した（なお、宮川のポジションは夏まゆみの指名で矢部が受け持った）。
- おかべろ（2019年）- 岡村と田村亮（ロンドンブーツ1号2号）がMCを務めていた番組だったが、亮が闇営業問題で謹慎、出演見合わせ期間（その後降板）に、8月17日、11月16日に藤本、9月21日に原西が代役を務めた。
- 蛍原×大輔×フジモン ほとバス～小京都・金沢で多数決旅～（2019年12月27日、関西テレビ）出演は蛍原、宮川、藤本。
- フォトぶら（2019年8月24日、11月9日、2020年2月15日、関西テレビ）- 出演は蛍原と藤本。
- フォトぶら（2020年1月11日、1月18日、関西テレビ）- 出演は蛍原と矢部。
- ボクらの時代（2020年3月15日、フジテレビ）蛍原徹×藤本敏史×星田英利　対談
- 蛍原×宮川大輔×フジモンほとバス～大自然を満喫！！富士五湖あたりでニコルンルン♪ツアー～（2020年9月27日、関西テレビ・フジテレビ系全国ネット）出演は蛍原、宮川、藤本。
- おかべろ（2022年1月15日、2023年1月28日、関西テレビ）- 岡村のMCの番組に蛍原（2023年は欠席）、FUJIWARA、竹若、星田、宮川、へびいちご（矢部、バッファロー吾郎A（木村）、宮迫以外）が出演。矢部もポスターの形で参加し、これだけのメンバーが集まるのは、2015年の『FNS27時間テレビ』以来となった[14]。
- 笑神様は突然に…初笑い4時間SP（2023年1月1日、日本テレビ）「チーム宮川大輔」として、宮川、蛍原、FUJIWARA、星田がそろい、思い出の大阪の地をめぐった。
- お笑いワイドショー マルコポロリ!（2024年6月16日、関西テレビ）蛍原、FUJIWARA、竹若、へびいちご（宮迫、バッファロー吾郎A（木村）、ナインティナイン、星田、宮川以外）が出演[15]。

## スタッフ
- 企画・構成：谷口秀一
- 構成：法島伸雄、鈴木伸幸、保谷大太
- ステージ編成：大工富明
- TD：一ノ瀬健次
- SW：竹内一也
- カメラ：南良郎
- 音声：酒井孝
- 照明：宇野淳子
- VE：三浦錦也
- デザイン：大竹潤一朗
- 美術：大野一、西村眞司、三井ことね
- 音効：今野直秀
- TK：石島加奈子
- 広報：伊藤麻江
- デスク：桜井園子
- AD：高家宏明、長島一泰、山田直樹、諏訪一三
- ディレクター：伊藤慎一、海野裕二、平島泰憲、柳井誠也、中屋満、長島一泰、三枝孝臣
- プロデューサー：桜田和之
- 制作協力：日本テレビエンタープライズ
- 企画制作：日本テレビ、吉本興業
- 製作著作：日本テレビ